# François de Morel
Pour les articles homonymes, voir François Morel et Morel.
François de Morel, dit de Collonges, est un pasteur français de l’Église réformée au XVIe siècle.

## Biographie
Morel fut pasteur de l’église de Sainte-Marie-aux-Mines, en 1556, avant d’être remplacé par Pierre Marbœuf, qui avait exercé les fonctions pastorales en Angleterre. Ensuite, il fut pasteur de l’église de Paris pendant quelques semaines et, dès le 2 juillet 1557, de celle de Genève.
Au mois d’aout 1558, il fut renvoyé à Paris, pour remplacer Macard. C’est pendant son séjour dans cette ville, qu’il fut appelé à présider, sans doute en sa qualité de ministre de l’église de Paris, le premier Synode national, qui formula la Confession de foi et décréta la Discipline des églises protestantes de France.
Parmi les questions particulières (presque toutes relatives à des cas de conscience) dont le synode eut à s’occuper, les plus intéressantes sont : « Ceux qui prendront des dispenses de prêtres catholiques pour se marier, seront soumis à une pénitence ; les mariages mixtes sont prohibés ; l’enfant doit être baptisé au temple ; il est permis de prendre à ferme des bénéfices ecclésiastiques et d’exercer les juridictions ecclésiastiques, pourvu qu’elles ne concernent pas la spiritualité ; les dimes doivent être payées, eu égard au commandement du roi ; l’enfant d’excommuniés ne sera pas reçu au baptême ; un père qui laisse baptiser son enfant dans une église catholique doit être frappé d’excommunication ; il est permis, en cas de nécessité, d’accepter la juridiction des évêques ; Lavau, de Poitiers, auteur d’hérésies manifestes, sera déféré au synode de sa province. »
Sept mois environ après la tenue de ce Synode, Morel, « qui estoit par trop descouvert », retourna à Genève, remplacé par Nicolas Des Gallars. Cependant, il ne tarda pas à rentrer en France, puisqu’il fut au nombre des ministres qui assistèrent au colloque de Poissy.
Il était alors à Montargis auprès de Renée de France, qu’il espérait « mettre en bon train », et avait déjà converti plusieurs personnes de cette petite ville, entre autres, Claude Chaperon, qui fut choisi pour ancien de l’église, et Lebœuf, qui fut massacré bientôt après. On ne rencontre plus son nom après cette époque.

## Sources
- E. Haag, La France protestante : ou Vies des protestants français qui se sont fait un nom dans l’histoire depuis les premiers temps de la réformation jusqu’à la reconnaissance du principe de la liberté des cultes par l’Assemblée nationale, t. 7, Joël Cherbuliez, 1846-1859, 560 p. (lire en ligne), p. 500-1.